# Красныстав
Красныстав или Красностав (пол. Krasnystaw; укр. Красностав) — город в Польше, входит в Люблинское воеводство, Красноставский повет. Имеет статус городской гмины. Занимает площадь 23,07 км². Население — 19 537 человек (на 2004 год).

## История
Красностав возник рядом с древнерусским городом Щекаревом. Был уездным центром в Холмской земле Русского воеводства. В XVI веке действовали здесь две православные церкви, русины составляли около трети жителей (а по некоторым данным, были даже большинством).
Во время Второй мировой войны с августа 1940 года по 1942 год на территории города существовало гетто, организованное нацистами. Практически все его узники были уничтожены в лагерях смерти.